# Sara Anderssonová
Sara Anderssonová (* 13. ledna 2003 Mora) je švédská biatlonistka a bývalá běžkyně na lyžích a mistryně Evropy v biatlonu ze štafetového závodu smíšených dvojic v roce 2024.. 
Ve světovém poháru v biatlonu debutovala sprintem v norském Hollmenkolenu v březnu 2023. Po skončení sezóny 2023/2024 měla ve Světovém poháru celkem pouze 12 startů.
V jejím prvním závodu sezóny 2024/2025 se jí podařilo se švédskou ženskou štafetou vyhrát v Kontiolahti zlatou medaili.

## Kariéra

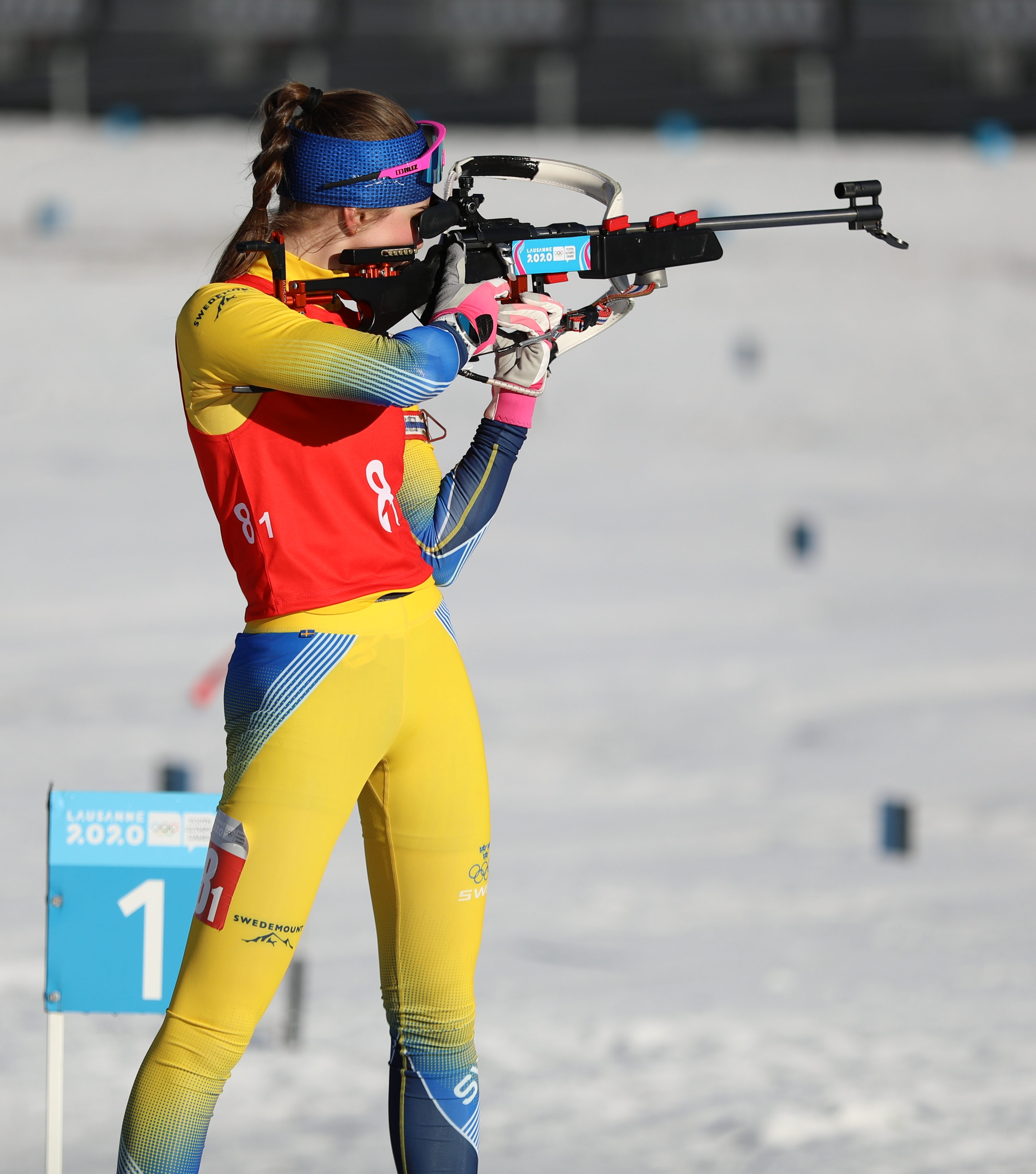
Sara Anderssonová v závodu smíšených dvojic na Olympijských hrách mládeže 2020 ve Švýcarsku

V soutěžích Mezinárodní biatlonové unie poprvé závodila na mistrovství světa dorostenců 2019, kde se jejím nejlepším individuálním výsledkem stalo 25. místo z vytrvalostního závodu.
V sezóně 2020/2021 poprvé nastoupila do 5 závodů IBU Cupu. Přestože její výsledky byly nestabilní, své osobní maximum si nastavila na 6. příčku ve sprintu. Na dorosteneckém mistrovství 2021 se ve všech individuálních závodech umístila v první desítce a byla poprvé přizvána i do štafety v juniorské kategorii téhož mistrovství, se kterou skončila 11.
V následujícím ročníku už v IBU Cupu startovala ve 13 závodech a 2. místem ve sprintu dosáhla i na své první stupně vítězů. Ve stejném roce se také stala dorosteneckou mistryní světa vytrvalostním závodě a bronzovou medailistkou ze stíhacího závodu.
V roce 2023 poprvé debutovala ve Světovém poháru 33. místem ze sprintu v norském středisku Oslo-Holmenkollen. Pokračovala v účasti v IBU Cupu a poprvé rovněž nastoupila na mistrovství Evropy a individuálně na juniorském mistrovství světa, kde dosáhla na 3. příčku ve sprintu.
O rok později skončila díky nepravidelné účasti ve Světovém poháru na 49. příčce celkového hodnocení. Poprvé se také stala juniorskou mistryní světa, kdy na mistrovství v Otepää zvítězila ve sprintu.
Na stupně vítězů ve Světovém poháru se poprvé dostala vítězstvím se švédskou ženskou štafetou během první zastávky sezóny 2024/2025 v Kontiolahti ve Finsku.

## Výsledky

### Světový pohár

#### Sezóna 2022/2023
| ČSP              | Místo                | SP              | SZ              | HZ              | IZ              | ŠT              | SŠT             | SZD             | STŘ             |
| ---------------- | -------------------- | --------------- | --------------- | --------------- | --------------- | --------------- | --------------- | --------------- | --------------- |
| 1.               | Kontiolahti          | nezúčastnila se | nezúčastnila se | nezúčastnila se | nezúčastnila se | nezúčastnila se | nezúčastnila se | nezúčastnila se | nezúčastnila se |
| 2.               | Hochfilzen           | nezúčastnila se | nezúčastnila se | nezúčastnila se | nezúčastnila se | nezúčastnila se | nezúčastnila se | nezúčastnila se | nezúčastnila se |
| 3.               | Annecy               | nezúčastnila se | nezúčastnila se | nezúčastnila se | nezúčastnila se | nezúčastnila se | nezúčastnila se | nezúčastnila se | nezúčastnila se |
| 4.               | Pokljuka             | nezúčastnila se | nezúčastnila se | nezúčastnila se | nezúčastnila se | nezúčastnila se | nezúčastnila se | nezúčastnila se | nezúčastnila se |
| 5.               | Ruhpolding           | –               | –               | –               | DNS             | –               | –               | –               | –               |
| 6.               | Anterselva           | nezúčastnila se | nezúčastnila se | nezúčastnila se | nezúčastnila se | nezúčastnila se | nezúčastnila se | nezúčastnila se | nezúčastnila se |
| 7.               | Nové Město na Moravě | nezúčastnila se | nezúčastnila se | nezúčastnila se | nezúčastnila se | nezúčastnila se | nezúčastnila se | nezúčastnila se | nezúčastnila se |
| 8.               | Östersund            | nezúčastnila se | nezúčastnila se | nezúčastnila se | nezúčastnila se | nezúčastnila se | nezúčastnila se | nezúčastnila se | nezúčastnila se |
| 9.               | Holmenkollen         | 31.             | ZRU             | –               | –               | –               | –               | –               | 100 %           |
| Celkové umístění | Celkové umístění     | 66.             | –               | –               | –               | –               | –               | –               | 100 %           |
| Celkové umístění | Celkové umístění     | 10 bodů (79.)   |                 |                 |                 | –               | –               | –               | 100 %           |

#### Sezóna 2023/2024
| ČSP              | Místo             | SP              | SZ              | HZ              | IZ              | ŠT              | SŠT             | SZD             | STŘ             |
| ---------------- | ----------------- | --------------- | --------------- | --------------- | --------------- | --------------- | --------------- | --------------- | --------------- |
| 1.               | Östersund         | nezúčastnila se | nezúčastnila se | nezúčastnila se | nezúčastnila se | nezúčastnila se | nezúčastnila se | nezúčastnila se | nezúčastnila se |
| 2.               | Hochfilzen        | 34.             | 39.             | ×               | ×               | –               | ×               | ×               | 87 %            |
| 3.               | Lenzerheide       | 44.             | 51.             | –               | ×               | ×               | ×               | ×               | 73 %            |
| 4.               | Oberhof           | 23.             | 27.             | ×               | ×               | –               | ×               | ×               | 87 %            |
| 5.               | Ruhpolding        | 16.             | 53.             | ×               | ×               | –               | ×               | ×               | 77 %            |
| 6.               | Anterselva        | ×               | ×               | –               | 33.             | ×               | –               | –               | 95 %            |
| 8.               | Oslo-Holmenkollen | nezúčastnila se | nezúčastnila se | nezúčastnila se | nezúčastnila se | nezúčastnila se | nezúčastnila se | nezúčastnila se | nezúčastnila se |
| 9.               | Soldier Hollow    | 93.             | –               | ×               | ×               | –               | ×               | ×               | 40 %            |
| 10.              | Canmore           | 75.             | –               | –               | ×               | ×               | ×               | ×               | 70 %            |
| Celkové umístění | Celkové umístění  | 42.             | 60.             | –               | 61.             | –               | –               | –               | 80 %            |
| Celkové umístění | Celkové umístění  | 74 bodů (49.)   |                 |                 |                 | –               | –               | –               | 80 %            |

### Mistrovství Evropy
| Sezóna  | A  | Místo          | SS | SP  | SZ  | IZ  | SŠT | SZD | Věk    |
| ------- | -- | -------------- | -- | --- | --- | --- | --- | --- | ------ |
| 2022/23 | ME | Lenzerheide    | –  | 36. | 29. | 23. | –   | 17. | 20 let |
| 2023/24 | ME | Brezno-Osrblie | –  | 49. | 28. | 16. | –   | 1.  | 21 let |

### Juniorská a dorostenecká mistrovství
| Sezóna  | A   | Místo          | SP  | SZ | IZ  | HZ60 | ŠT  | SŠT | Věk    |
| ------- | --- | -------------- | --- | -- | --- | ---- | --- | --- | ------ |
| 2018/19 | MSD | Brezno-Osrblie | 65. | –  | 23. | –    | 16. | –   | 16 let |
| 2020/21 | MSD | Obertilliach   | 9.  | 5. | 4.  | –    | –   | –   | 18 let |
| 2020/21 | MSJ | Obertilliach   | –   | –  | –   | –    | 11. | –   | 18 let |
| 2021/22 | MSD | Soldier Hollow | 8.  | 3. | 1.  | –    | –   | –   | 19 let |
| 2021/22 | MSJ | Soldier Hollow | –   | –  | –   | –    | 6.  | –   | 19 let |
| 2022/23 | MSJ | Ščučinsk       | 3.  | 8. | 6.  | –    | 6.  | 5.  | 20 let |
| 2023/24 | MSJ | Otepää         | 1.  | –  | 15. | 4.   | 14. | 9.  | 21 let |

Všechny výsledky pocházejí z databáze IBU.

## Vítězství v závodech světového poháru, mistrovství světa a olympijských hrách

### Kolektivní
| Č. | sezóna    | datum            | místo               | disciplína |
| -- | --------- | ---------------- | ------------------- | ---------- |
| 1. | 2024/2025 | 1. prosince 2024 | Kontiolahti, Finsko | štafeta    |